# Броненосці типу «Реджина Марія Піа»
Броненосці типу «Реджина Марія Піа» — чотири броненосці, побудовані для Королівських військово-морських сил Італії у 1860-х: Regina Maria Pia, San Martino, Castelfidardo та Ancona. Їх побудували французькі верфі, оскільки італійські були неспроможні задовольнити попит зростаючого італійського флоту. Це були батарейні броненосці, які несли 26 дульнозарядних гармат.
Всі чотири кораблі брали участь у битві біля Лісси під час Австро-італійської війни (1866). Regina Maria Pia серйозно обгорів під час неї, але інші кораблі не зазнали серйозних ушкоджень. Пізніше кораблі використовувались за різним призначенням, їх модернізували у кінці 1880-тих а потім використовували як навчальні кораблі. Regina Maria Pia, San Martino, та Ancona були розібрані у 1903—1904 роках, а Castelfidardo розібрали 1910 року.

## Представники
| Назва                                | Верф                                                                           | Закладений          | Спущений на воду     | Вступив у стрій       | Доля                                                           |
| ------------------------------------ | ------------------------------------------------------------------------------ | ------------------- | -------------------- | --------------------- | -------------------------------------------------------------- |
| «Реджина Марія Піа» Regina Maria Pia | «Société Nouvelle des Forges et Chantiers de la Méditerranée», Ла-Сейн-сюр-Мер | 22 липня 1862 року  | 28 квітня 1863 року  | 17 квітня 1864 року   | Виключений зі складу флоту 22 березня 1904 року Зданий на злам |
| «Сан Мартіно» San Martino            | «Société Nouvelle des Forges et Chantiers de la Méditerranée», Ла-Сейн-сюр-Мер | 22 липня 1862 року  | 21 вересня 1863 року | 9 листопада 1864 року | Виключений зі складу флоту 30 серпня 1903 року Зданий на злам  |
| «Кастельфідардо» Castelfidardo       | «Gouin et Guibert» Сен-Назер                                                   | 27 липня 1862 року  | 1 серпня 1863 року   | 1 травня 1864 року    | Виключений зі складу флоту 4 грудня 1910 року Зданий на злам   |
| «Анкона» Ancona                      | «Arman Brothers» Бордо                                                         | 11 серпня 1862 року | 17 жовтня 1864 року  | 1 квітня 1866 року    | Виключений зі складу флоту 1 січня 1903 року Зданий на злам    |

## Конструкція

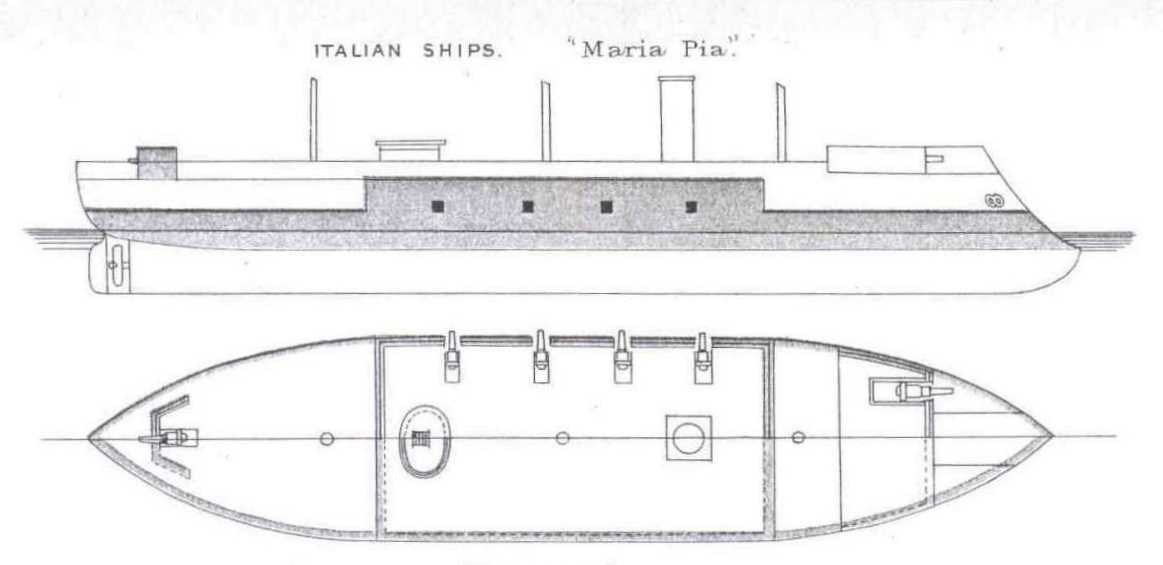
Схема корабля

Корпус броненосців типу «Реджина Марія Піа» був сталевий. Він захищався броньовим поясом товщиною 121 мм і простягався до ватерлінії. Батарейна палуба мала бронювання 109 мм.
Силова установка складалась шести парових котлів та однієї парової машини подвійного розширення потужністю 2924 к.с., яка обертала один гвинт. Вона забезпечувала максимальну швидкість 12,9 вузлів.
Озброєння броненосців складалось з чотирьох 203-мм дульнозарядних гармат та 22 160-мм гармат. Кількість гармат змінювалась протягом служби кораблів. Також всі вони мали 3-метровий таран.
У 1871 році всі чотири кораблі були переозброєні двома дульнозарядними 220-мм гарматами та вісьмома 203-мм гарматами, у 1880 році була додана ще одна 203-мм гармата.
«Реджина Марія Піа» та «Сан Мартіно» були оснащені шістьма 152-мм скорострільними гарматами, чотирма 120-мм гарматами чотирма 57-мм гарматами та вісьмома 37-мм гарматами Готчкісса.
У 1884 році «Кастельфідардо» отримав таке саме малокаліберне озброєння. «Анкона» отримала лише дві 37-мм гармати.
Три броненосці були обладнані трьома торпедними апаратами, а «Кастельфідардо» отримав лише два.